# Pindulka

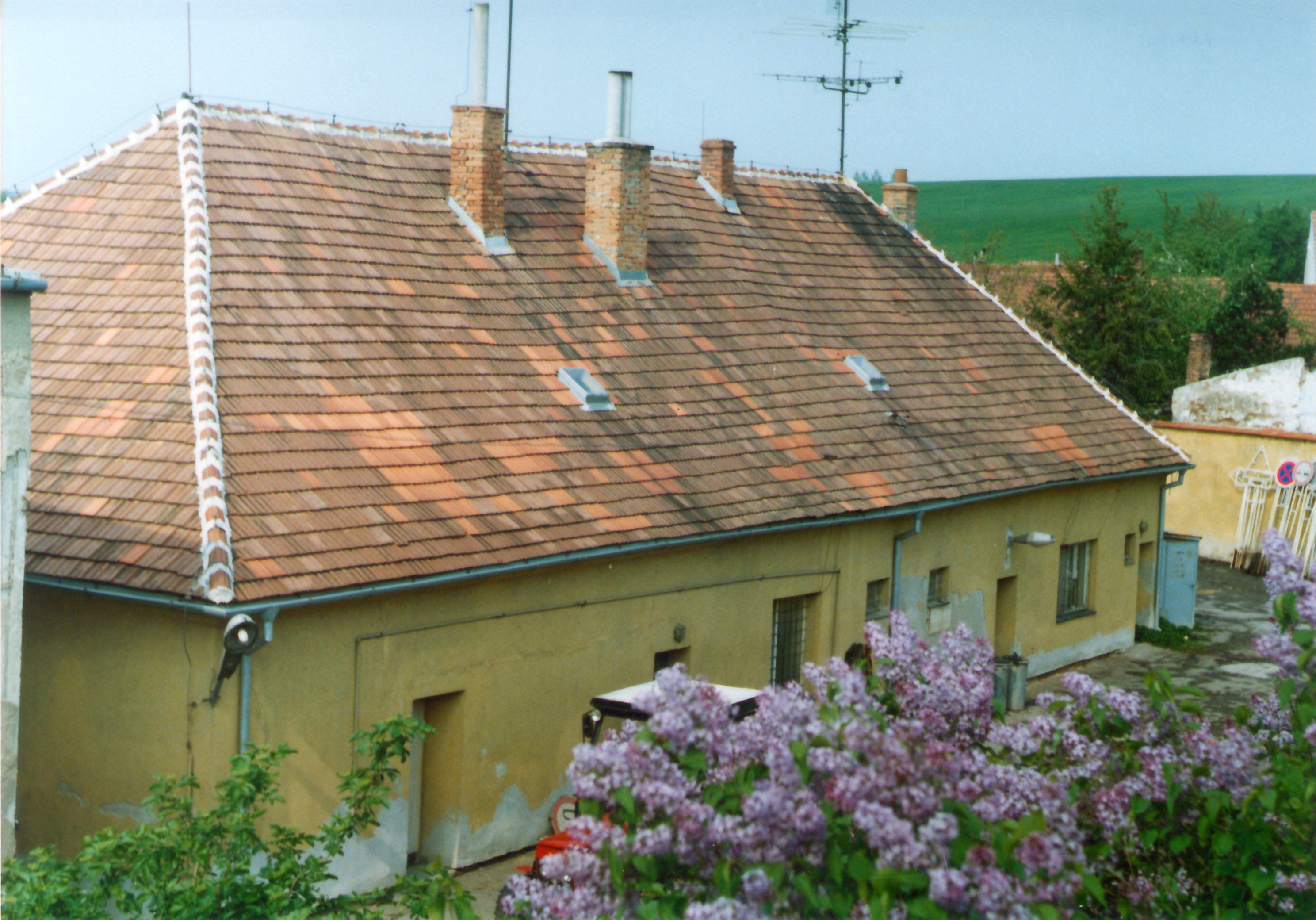
Pindulka v roce 1995

Pindulka je samota východně od Brna, mezi Bedřichovicemi a Podolím. Nachází se při jižní hranici katastrálního území Podolí u Brna.

## Historie
Vznikla původně jako zájezdní hostinec při nové císařské cestě z Brna do Olomouce a spolu s dalšími sloužila k přepřahání koní, občerstvení a odpočinku cestujících. Na úseku mezi Brnem a Rousínovem to byly ještě Maxlovka, Rohlenka, Holubská či Stará pošta. Připomínána je od roku 1594. Název pochází od vulgárního slova „pina, pinda“ a často se používal pro vykřičené hostince na samotě. Byla zde i kovárna a zdejší přípřeží koně pomáhali těžkým povozům překonat stoupání přes kopec Žuráň.
V předvečer bitvy u Slavkova, 1. prosince 1805, zde údajně povečeřel císař Napoleon.
V roce 1907 zde byla z tehdejších archeologických nálezů v okolí Podolí uspořádána první archeologická výstava na Moravě. Ostatně to byl právě tehdejší majitel hostince Vencl Pestic, který učinil nález prvního hrobu. V roce 1910 se zde, spolu s budovou podolské školy, konala Hospodářsko-živnostensko-průmyslová výstava. S rozvojem automobilismu a s přeložením silnice roku 1930 ztratil zájezdní hostinec na významu a v roce 1947 byl jeho provoz ukončen. Budova se stala objektem správy silnic.